# Cosgrove-Schelfeis
Koordinaten: 73° 34′ S, 100° 22′ W
Das Cosgrove-Schelfeis ist ein 56 km langes und 40 km breites Schelfeis an der Walgreen-Küste des westantarktischen Marie-Byrd-Lands. Es nimmt den inneren, d. h. östlichen, Abschnitt der Bucht zwischen der King-Halbinsel und der Canisteo-Halbinsel ein.
Kartografisch erfasst wurde es mittels Luftaufnahmen der Operation Highjump (1946–1947). Das Advisory Committee on Antarctic Names benannte es 1968 nach Leutnant Jerome R. Cosgrove von den Reservestreitkräften der United States Navy, assistierender Kommunikationsoffizier im Stab des Kommandeurs der Unterstützungseinheiten der US-Marine bei der Operation Deep Freeze der Jahre 1967 und 1968.